# Light novel de La malinconia di Haruhi Suzumiya

Copertina del primo volume dell'edizione italiana

Questa è la lista delle light novel de La malinconia di Haruhi Suzumiya, scritte da Nagaru Tanigawa, illustrate da Noizi Itō e pubblicate in Giappone da Kadokawa Shoten dal 6 giugno 2003. Le light novel alternano romanzi a raccolte di brevi storie, queste ultime inizialmente apparse in The Sneaker, una rivista seinen pubblicata in Giappone dalla Kadokawa Shoten.
In Italia i diritti della serie furono originariamente acquisiti da Mondadori che ne aveva annunciato la pubblicazione per ottobre 2010, ma tale edizione è rimasta inedita. Successivamente le light novel hanno iniziato la pubblicazione da parte di J-Pop, divisione di Edizioni BD. Il primo volume è stato pubblicato in Italia, il 28 ottobre 2011, in occasione del Lucca Comics & Games 2011. La traduzione in italiano è di Marco Franca (volumi 1 e 2), Annalisa Bardelli (volume 3) e Salvatore Corallo (dal volume 4). Le light novel sono state licenziate anche a Taiwan, Hong Kong e in Cina dalla Kadokawa Media, in Corea del Sud dalla Daiwon CI e negli Stati Uniti d'America dalla Little, Brown and Company e Yen Press.

## Lista volumi
Sono indicati con la R i romanzi, con la B le raccolte di storie brevi.
| N° | Tipo | Titolo italiano Giapponese 「Kanji」 - Rōmaji | Data di prima pubblicazione | Data di prima pubblicazione                                                                         |
| N° | Tipo | Titolo italiano Giapponese 「Kanji」 - Rōmaji | Giapponese | Italiano                                                                                            |
| 1  | R    | La malinconia di Haruhi Suzumiya 「涼宮ハルヒの憂鬱」 - Suzumiya Haruhi no yūutsu | 6 giugno 2003 ISBN 978-4-0442-9201-0 | 28 ottobre 2011 (anteprima al Lucca Comics & Games) 9 novembre 2011 ISBN 978-88-6123-876-3          |
| 1  | R    | Capitoli - Prologo - Capitoli 1-7 - Epilogo | | |
| 2  | R    | Il sospiro di Haruhi Suzumiya 「涼宮ハルヒの溜息」 - Suzumiya Haruhi no tameiki | 30 settembre 2003 ISBN 978-4-0442-9202-7                                                                                                | 10 maggio 2012 (anteprima al Salone internazionale del libro) 14 giugno 2012 ISBN 978-88-6634-703-3 |
| 2  | R    | Capitoli - Prologo - Capitoli 1-5 - Epilogo | | |
| 3  | B    | La noia di Haruhi Suzumiya 「涼宮ハルヒの退屈」 - Suzumiya Haruhi no taikutsu | 27 dicembre 2003 ISBN 978-4-0442-9203-4                                                                                                 | 31 ottobre 2013 (anteprima al Lucca Comics & Games) 16 novembre 2013 ISBN 978-88-6634-511-4         |
| 3  | B    | Capitoli - Prologo - 01. La noia di Haruhi Suzumiya (涼宮ハルヒの退屈?, Suzumiya Haruhi no taikutsu) - 02. La rapsodia delle foglie di bambù (笹の葉ラプソディ?, Sasa no Ha Rapusodi) - 03. Il disegno misterioso (ミステリックサイン?, Misuterikku Sain) - 04. La sindrome dell'isola perduta (孤島症候群?, Kotō shōkōgun) - Postfazione                                                                             | | |
| 4  | R    | La scomparsa di Haruhi Suzumiya 「涼宮ハルヒの消失」 - Suzumiya Haruhi no shōshitsu | 31 luglio 2004 ISBN 978-4-0442-9204-1                                                                                                   | 10 agosto 2016 ISBN 978-88-6883-163-9                                                               |
| 4  | R    | Capitoli - Prologo - Capitoli 1-6 - Epilogo | | |
| 5  | B    | La furia di Haruhi Suzumiya 「涼宮ハルヒの暴走」 - Suzumiya Haruhi no bōsō | 30 settembre 2004 ISBN 978-4-0442-9205-8                                                                                                | 24 maggio 2017 ISBN 978-88-6883-719-8                                                               |
| 5  | B    | Capitoli - Prefazione estate - 01. Endless Eight (エンドレスエイト?, Endoresu Eito) - Prefazione autunno - 02. Il Giorno del Sagittario (射手座の日?, Iteza no hi) - Prefazione inverno - 03. La sindrome della montagna innevata (雪山症候群?, Yukiyama shōkōgun) - Postfazione | | |
| 6  | B    | L'inquietudine di Haruhi Suzumiya 「第六巻: 涼宮ハルヒの動揺」 - Suzumiya Haruhi no dōyō | 31 marzo 2005 ISBN 978-4-0442-9206-5 | 7 ottobre 2020 ISBN 978-88-349-0387-2                                                               |
| 6  | B    | Capitoli - 01. Live Alive (ライブアライブ?, Raibu Araibu) - 02. Le avventure di Mykuru Asahina - Episode 00 (朝比奈ミクルの冒険 Episode 00?, Asahina Mikuru no bōken Episode 00) - 03. Innamorato fulminato (ヒトメボレLOVER?, Hitomebore LOVER) - 04. Che fine ha fatto il gatto? (猫はどこに行った？?, Neko wa doko ni itta?) - 05. La malinconia di Mikuru Asahina (朝比奈みくるの憂鬱?, Asahina Mikuru no yūutsu) | | |
| 7  | R    | Il complotto di Haruhi Suzumiya 「涼宮ハルヒの陰謀」 - Suzumiya Haruhi no inbō | 31 agosto 2005 ISBN 978-4-0442-9207-2                                                                                                   | —                                                                                                   |
| 7  | R    | Capitoli - Prologo - Capitoli 1-7 - Epilogo | | |
| 8  | B    | La rabbia di Haruhi Suzumiya 「涼宮ハルヒの憤慨」 - Suzumiya Haruhi no fungai | 1º maggio 2006 ISBN 978-4-0442-9208-9                                                                                                   | —                                                                                                   |
| 8  | B    | Capitoli - 01. (編集長★一直線！?, Henshūchō ★ itchokusen!) - 02. (ワンダリング・シャドウ?, Wandaringu Shadō) | | |
| 9  | R    | La scissione di Haruhi Suzumiya 「涼宮ハルヒの分裂」 - Suzumiya Haruhi no bunretsu | 1º aprile 2007 ISBN 978-4-0442-9209-6                                                                                                   | —                                                                                                   |
| 9  | R    | Capitoli - Prologo - Capitoli 1-3 | | |
| 10 | R    | Lo spavento di Haruhi Suzumiya (prima parte) 「涼宮ハルヒの驚愕（前）」 - Suzumiya Haruhi no kyōgaku (zen) | 25 maggio 2011 (ed. limitata) 15 giugno 2011 (ed. regolare) ISBN 978-4-04-429210-2 (ed. limitata) ISBN 978-4-04-429211-9 (ed. regolare) | —                                                                                                   |
| 10 | R    | Capitoli - Capitoli 4-6 | | |
| 11 | R    | Lo spavento di Haruhi Suzumiya (parte finale) 「涼宮ハルヒの驚愕（後）」 - Suzumiya Haruhi no kyōgaku (go) | 25 maggio 2011 (ed. limitata) 15 giugno 2011 (ed. regolare) ISBN 978-4-04-429210-2 (ed. limitata) ISBN 978-4-04-429212-6 (ed. regolare) | —                                                                                                   |
| 11 | R    | Capitoli - Capitoli 7-9 - Capitolo finale - Epilogo | | |
| 12 | B    | L'intuizione di Haruhi Suzumiya 「涼宮ハルヒの直観」 - Suzumiya Haruhi no chokkan | 25 novembre 2020 ISBN 978-4-04-110792-8                                                                                                 | —                                                                                                   |
| 13 | B    | Il teatro di Haruhi Suzumiya 「涼宮ハルヒの劇場」 - Suzumiya Haruhi no gekijō | 29 novembre 2024 ISBN 978-4-04-115439-7                                                                                                 | —                                                                                                   |